# مرتضی انصاری

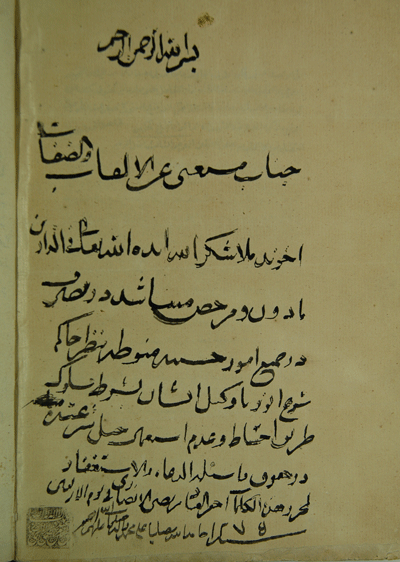
دستخط منسوب به مرتضی انصاری، خط مربوط به قرن ۱۳ قمری

مرتضی انصاری با نام کامل مرتضی انصاری شوشتری و در متون عربی مرتضی الأنصاری التستری
(زادهٔ سال ۱۲۱۴ قمری – درگذشتهٔ سال ۱۲۸۱ قمری) معروف به شیخ انصاری و ملقب به شیخ اعظم و خاتم الفقهاء و المجتهدین از فقها و مراجع تقلید معروف شیعه بود. وی در نسخه خطی کتاب فرائدالاصول خود را مرتضی الانصاری التستری (به فارسی: مرتضی انصاری شوشتری) نامیده‌است. وی بعد از درگذشت محمدحسن نجفی (مشهور به صاحب جواهر) مرجعیت عامه شیعیان را بر عهده گرفت.
مرتضی انصاری را به‌دلیل آثار وی در زمینهٔ علوم اصول و فقه «خاتم الفقهاء و المجتهدین» (به معنی پایان‌دهنده و تکمیل‌کننده فقاهت) لقب داده‌اند.
انصاری از استادان سرشناس، دروس حوزوی را فراگرفت و شاگردان وی نیز از روحانیون معروف دوران خود بوده‌اند که از آن‌ها می‌توان به میرزای شیرازی (صاحب فتوای تحریم تنباکو) و سید جمال‌الدین اسدآبادی اشاره کرد.

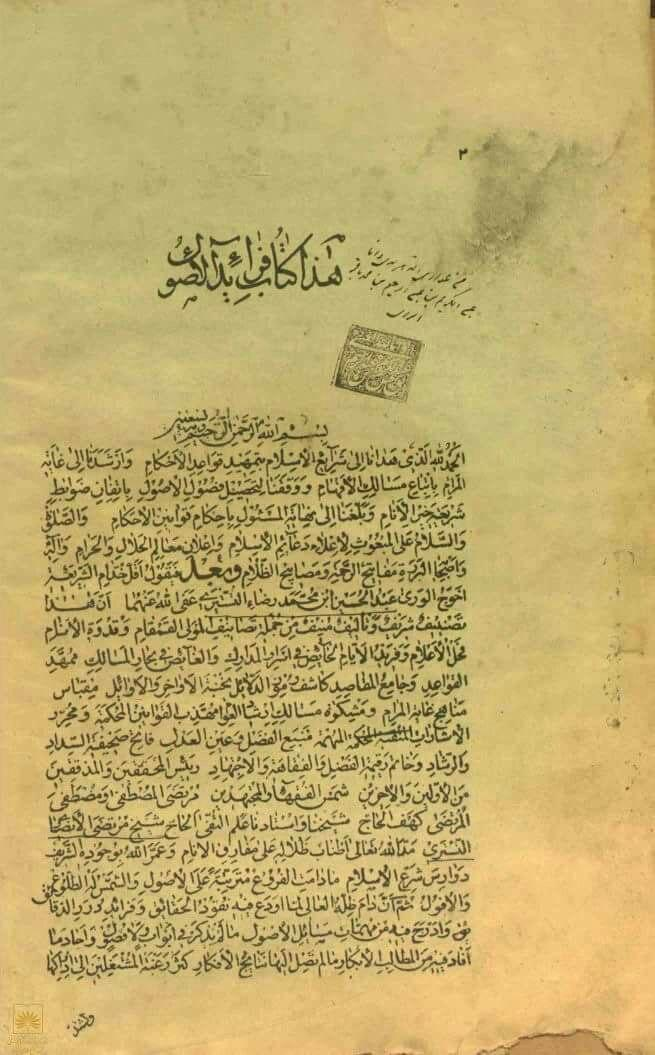
نسخه خطی کتاب فرائدالاصول که نام نویسنده مرتضی الانصاری التستری (مرتضی انصاری شوشتری) ذکر شده‌است.

## زندگی

### تولد و کودکی
او در ۱۸ ذیحجه سال ۱۲۱۴ ه‍. ق، در روز غدیر، در دزفول به دنیا آمد. والدینش به مناسبت روز تولد، او را مرتضی نامیدند. از دوران کودکی قرآن و معارف اسلامی را فراگرفت. پس از خواندن قرآن و ادبیات عرب به خواندن فقه و اصول پرداخت و در این دو رشته، در جوانی به درجه اجتهاد رسید.

### نسب
نسب مرتضی انصاری به جابر بن عبدالله انصاری، از صحابه محمد، پیامبر اسلام می‌رسد. نذیر پسر جابر بن عبدالله انصاری در جنگ شوشتر شرکت داشت و پس از این جنگ در شوشتر ساکن شده بود. مرتضی فرزند محمد امین بن شمس الدین بن احمد بن نورالدین بن محمد صادق شوشتری است.
پدرش محمد امین (درگذشته ۱۲۴۸) از مبلغین اسلام و مادرش (درگذشته ۱۲۷۹ ه‍. ق) دختر یکی از علمای عصر خود بوده‌است. ادعا شده مادر مرتضی انصاری قبل از تولد وی، شبی جعفر صادق، امام ششم شیعیان را در عالم رؤیا می‌بیند که قرآنی طلاکاری شده به او داد. معبرین خوابش را و عطای قرآن را به فرزندی صالح و بلندمرتبه تعبیر کردند.

### تحصیلات
مرتضی ادبیات عرب و مقدمات را نزد پدرش و دانشوران شوشتر گذراند و فقه و اصول و دوره سطح را نزد شیخ حسین انصاری آموخت. او در سال ۱۲۳۲ در بیست سالگی به همراه پدرش به عتبات (کربلا و نجف) سفر کرد. شیخ مرتضی چهار سال از درس سید محمدمجاهدطباطبایی و محمدشریف مازندرانی و دیگران استفاده کرد. وی هنگام محاصرهٔ کربلا توسط دولت عثمانی به کاظمین و سپس به شوشتر رفت. او پس از دو سال مجدداً به عراق رفت و در نجف سکنی گزید.

## بازگشت به ایران
مرتضی انصاری هنگام محاصرهٔ کربلا توسط دولت عثمانی به شوشتر بازگشت. اما پس از دو سال مجدداً به عراق رفت و در نجف سکنی گزید. در سال ۱۲۴۰ عازم مشهد شد. او در این مسافرت، از حوزه‌های علمیه بروجرد، اصفهان و کاشان نیز دیدن کرد و در برخی از آن حوزه‌ها مدتی اقامت گزید و در کاشان حدود ۴ سال نزد ملا احمد نراقی درس آموخت. مرتضی پس از ۴ سال اقامت در کاشان به اتفاق برادرش منصور به مشهد رفت. پس از زیارت و ۴ ماه اقامت در آنجا، به تهران رفت و مدتی نیز در آنجا مقیم بود. پس از شش سال مسافرت به دزفول بازگشت و چند سالی در آنجا اقامت گزید.
پس از مدتی در سال ۱۲۴۹ عازم نجف شد و به تدریس در حوزه آن دیار مشغول شد.

## مرجعیت
از سال ۱۲۶۲ مرجعیت عامه به محمدحسن نجفی معروف به صاحب جواهر منتقل شد. در سال ۱۲۶۶ او در لحظات آخر عمرش در جمع علمای شیعه خطاب به مرتضی انصاری گفت:
«هذا مرجعکم من بعدی: این مرجع شما بعد از من است»
 و پس از درگذشتش، مرتضی انصاری مرجعیت عام شیعه را یافت.
انصاری پس از علی کاشف الغطا، برادرش حسن کاشف الغطا و همچنین صاحب جواهر، ریاست و اداره حوزه علمیه نجف را از سال ۱۲۶۶ تا ۱۲۸۱ به مدت ۱۵ سال به عهده داشت و شیعیان جهان از وی تقلید می‌کردند.

## استادان
انصاری از درس استادان متعددی بهره جسته‌است که نام چند تن از آنان چنین است:
- سید علی شوشتری (مراد شیخ انصاری در سلوک و عرفان). گویند این دو در سفر و حضر از یکدیگر جدا نمی‌شدند.[۵۵]
- ملا هادی سبزواری (صاحب منظومه حکمت و شرح منظومه)، به مدت ۲ سال.
- حسین انصاری (شاگرد صاحب ریاض (سید علی طباطبایی)، تا ۱۷ سالگی).[۵۶]
- سید محمد مجاهد (از شاگردان وحید بهبهانی) او در سنین ۱۸ سالگی، دو سال تمام از درس او بهره جسته‌است.[۵۷]
- محمدشریف مازندرانی[۵۸]
- ملا احمد نراقی (صاحب مستند الشیعه)، به مدت ۴ سال تمام در کاشان.[۵۹]
- موسی کاشف الغطا به مدت یک سال.[۶۰]
- علی کاشف الغطا، به مدت ۵ سال.[۶۰]
- محمدحسن صاحب جواهر

## شاگردان
نزد او شاگردان زیادی که شمار آن‌ها را از ۵۰۰ نفر تا ۳۰۰۰ نفر در کتب رجالی و تاریخی ثبت کرده‌اند، تربیت یافتند. در میان آنان اشخاص سرشناسی قرار داشتند که از آن جمله‌اند:
- میرزای شیرازی، صاحب فتوای تحریم تنباکو
- سید محمدهاشم خوانساری صاحب مبانی الاصول
- حسین محدث نوری بنیان‌گذار عقل‌گرایی شیعه در فرهنگ اسلامی ایران
- جعفر شوشتری
- میرزا حبیب‌الله رشتی، صاحب بدائع الافکار، و رساله اجاره و غصب.
- ملامحمد اشرفی (١١٨٣ خ - ١٢٧٦ خ) از مراجع تقلید
- محمد «فاضل» قائنی ملقب به نبیل اکبر، با اجازهٔ اجتهاد[۶۱]
- شیخ فضل‌الله نوری[۶۲]
- سید حسین کوه‌کمری تبریزی، صاحب آثار و نثر فراوان و استاد حوزه نجف.
- سید محمدحسین شهرستانی،
- محمدحسن مامقانی، صاحب کتاب ذرایع الاحکام فی شرح شرائع الاسلام و کتب دیگر.
- سید عبدالکریم لاهیجی
- محمد باقر نجفی
- محمدکاظم خراسانی، صاحب کفایةالاصول.
- حسینقلی همدانی، شاگرد و صاحب منظومه هادی سبزواری.
- میرزا حسین خلیلی تهرانی، مجتهد و صاحب فتوای مشروطیت.
- شربیانی، مجتهد معروف آذربایجانی.
- سید جمال‌الدین اسدآبادی
- میرزا ابوطالب زنجانی.
- باقر شوشتری[۶۳]
- سید ابوالقاسم موسوی خوانساری از نوادگان سید ابوالقاسم خوانساری (میرکبیر)
- سید محمدابراهیم بهبهانی
- قربان‌علی زنجانی
- مرتضی ریزی
- میرزا محمد آشتیانی
- رضا همدانی صاحب کتاب مصباح الفقیه
- میرزا یحیی مدرس اصفهانی[۶۴]
- موسی محسنی

## آثار
- کتاب رسائل (در علم اصول فقه) معروف به فرائد الاصول
- کتاب المکاسب (در خصوص مسائل کسب و تجارت)
- کتاب الصلاة (در مورد مسائل نماز)
- کتاب الطهارة
- رساله‌ای در تقیه
- رساله‌ای در رضاع و نشر حرمت آن
- رساله‌ای در قضا میت
- رساله‌ای در مواسعه و مضایقه
- رساله‌ای در عدالت
- رساله‌ای در مصاهره
- رساله‌ای در ملک اقرار
- رساله‌ای در تبیین قاعده لاضرر و لاضرار
- رساله‌ای در خمس
- رساله‌ای در زکات
- رساله‌ای در خلل صلوة
- رساله‌ای در ارث
- رساله‌ای در تیمم
- رساله‌ای در قاعده تسامح
- رساله‌ای در باب حجیت اخبار
- رساله‌ای در قرعه
- رساله‌ای در متعه
- رساله‌ای در تقلید
- رساله‌ای در قطع و جزم
- رساله‌ای در ظن
- رساله‌ای در اصالة البرائه
- رساله‌ای در مناسک حج
- حاشیه‌ای بر مبحث استصحاب
- حاشیه‌ای بر نجاة العباد (رساله عملیه)
- کتابی در علم رجال (از وجیزه علامه مجلسی بزرگتر است)
- تألیفی در اصول الفقه
- حواشی بر عوائد نراقی
- حاشیه‌ای بر بغیة الطالب
- اثبات التسامح فی ادلة السنن
- التعادل و التراجیح
- رساله‌ای در تقیه
- رساله‌ای در التیمم الاستدلالی
- رساله‌ای در خمس

## بحث پیرامون ولایت فقیه
مرتضی انصاری از نخستین فقیهانی است که به بحث پیرامون ولایت سیاسی فقیه می‌پردازد. او این بحث را در کتاب المکاسب خود مطرح کرده و منصب فقیه جامع‌الشرایط را در سه منصب افتا، قضا و سیاست شرح می‌دهد. او ولایت فقیه در افتا و قضاوت را می‌پذیرد ولی در گسترش آن به حوزه امور سیاسی تردید جدی دارد. مرتضی انصاری را می‌توان از مخالفان ولایت سیاسی فقیه دانست. او باورش این است «استقلال فقیه در تصرف اموال و انفس، جز آنچه از اخبار وارده در شأن علما تخیل می‌شود، به عموم ثابت نشده‌است.» و «اقامه دلیل بر وجوب اطاعت فقیه همانند امام جز آنچه با دلیل خاص خارج می‌شود، خار در خرمن کوبیدن است» با این وجود مرکز مطالعات و پاسخگویی به شبهات حوزه علمیه قم، انصاری را از معماران و نظریه‌پردازان مبحث ولایت فقیه می‌داند.

## خانواده و فرزندان
شیخ مرتضی انصاری شوشتری فرزند محمدامین بود و دو عمو به نامهای محمود و احمد داشت. وی دارای سه همسر و سه دختر بود. از هر همسر شیخ انصاری یک فرزند دختر به دنیا آمد. اولین همسر او دختر شیخ حسین انصاری بود. دومین همسرش دختر میرزا مرتضی مطیعی دزفولی و همسر سومش از اهالی رشت یا اصفهان بوده‌است. از دامادها و دختران شیخ انصاری فرزندانی در شهرهای مختلف به جای مانده‌است. 

## تعیین وصی و درگذشت
ارتباط شیخ انصاری و آیت الله سید علی شوشتری آن چنان تنگاتنگ بوده‌است که عده‌ای نوشته‌اند که این دو در سفر و حضر هرگز از هم جدا نمی‌شده‌اند. از آنجایی که شیخ انصاری فرزند پسر نداشت، سید علی شوشتری را وصی خود قرار داد.
شیخ انصاری در ۱۸ جمادی‌الثانی سال ۱۲۸۱ در ۶۷ سالگی در نجف درگذشت و در حجره ای متصل به باب قبله حرم علی بن ابی‌طالب دفن شد و سید علی شوشتری بر پیکر وی اقامه نماز نمود

## برخی آثار مرتبط با وی
- کتاب زندگانی و شخصیت شیخ انصاری، نوشته مرتضی‌بن‌محمدامین انصاری، نشر فارس الحجاز، ۱۳۸۴.
- کتاب دریای فقاهت، زندگی‌نامه شیخ مرتضی انصاری قدس سره، نوشته سیدعبدالرضا موسوی، مرکز پژوهش‌های اسلامی صداوسیما، ۱۳۸۲.
- کتاب نخل و نارنج، نوشته وحیدیامین پور، انتشارات کتاب جمکران،1397.[۷۳] بنا بر گفته نویسنده کتاب، هرچند این کتاب داستانی خیالی از زندگی شیخ انصاری است اما تلاش شده با وقایع تاریخی نیز هماهنگ باشد.[۷۴]
- منزل پدر او در دزفول که محل تولد و سپری کردن دوران کودکی‌اش بوده‌است، قرار بود به موزه تبدیل شود اگرچه به گفته یکی از نوادگانش، انجام این امر با بی اعتنایی مسئولان مواجه شده‌است.[۷۵]